# عدسة مقربة

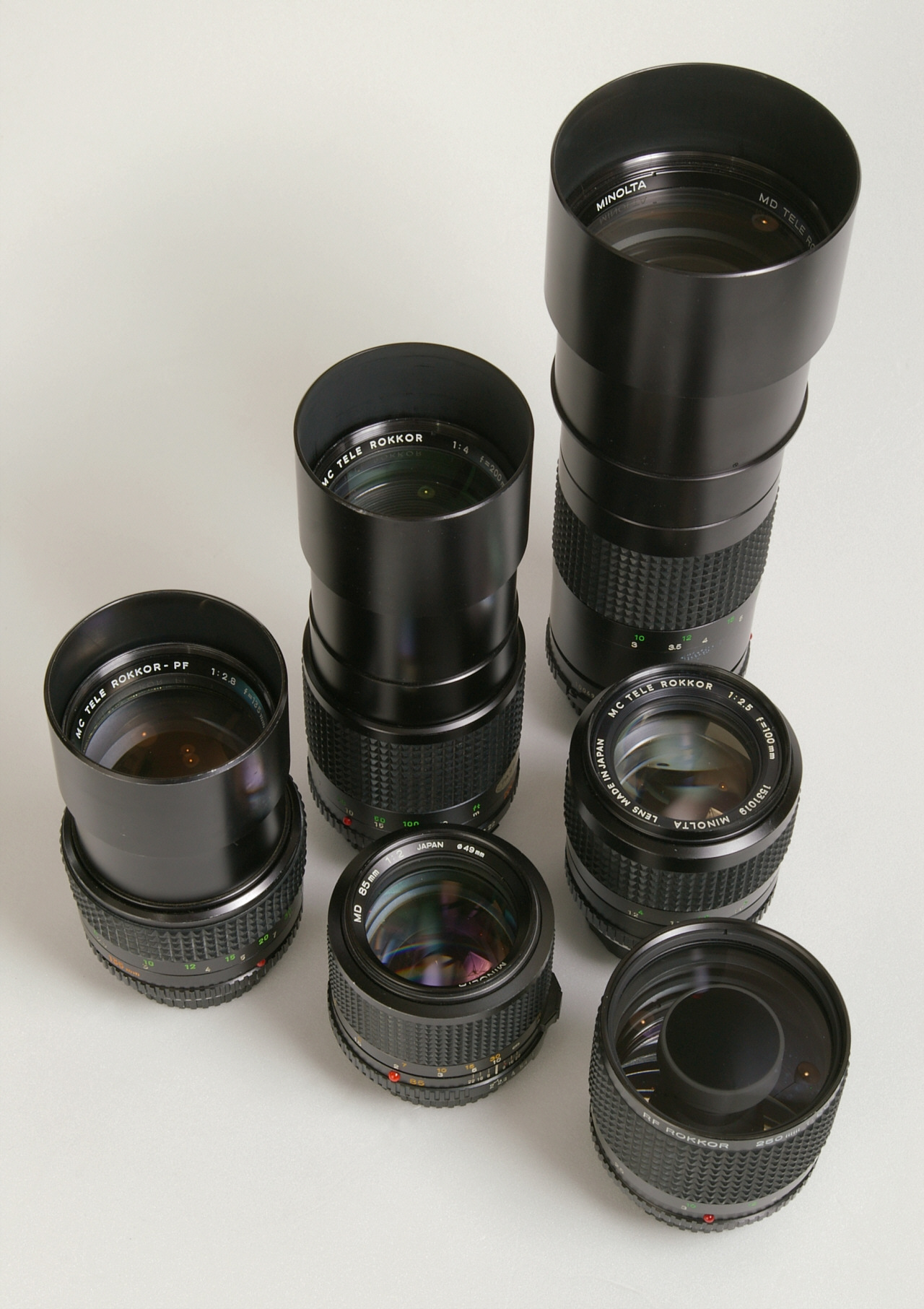
مجموعة من العدسات المقربة

العدسة المقربة في مجال التصوير الضوئي والتصوير السينمائي هي عدسة خاص من العدسات طويلة البعد البؤري يكون فيها الطول الفيزيائي للعدسة أقصر من البعد البؤري. وبذلك يمكن لهذه العدسات أن تقوم بالتقريب بشكل مناظر للمقراب.
ظهرت هذه العدسات لأول مرة سنة 1912 من قبل كل من زايس ودالماير.